# Patagonská poušť

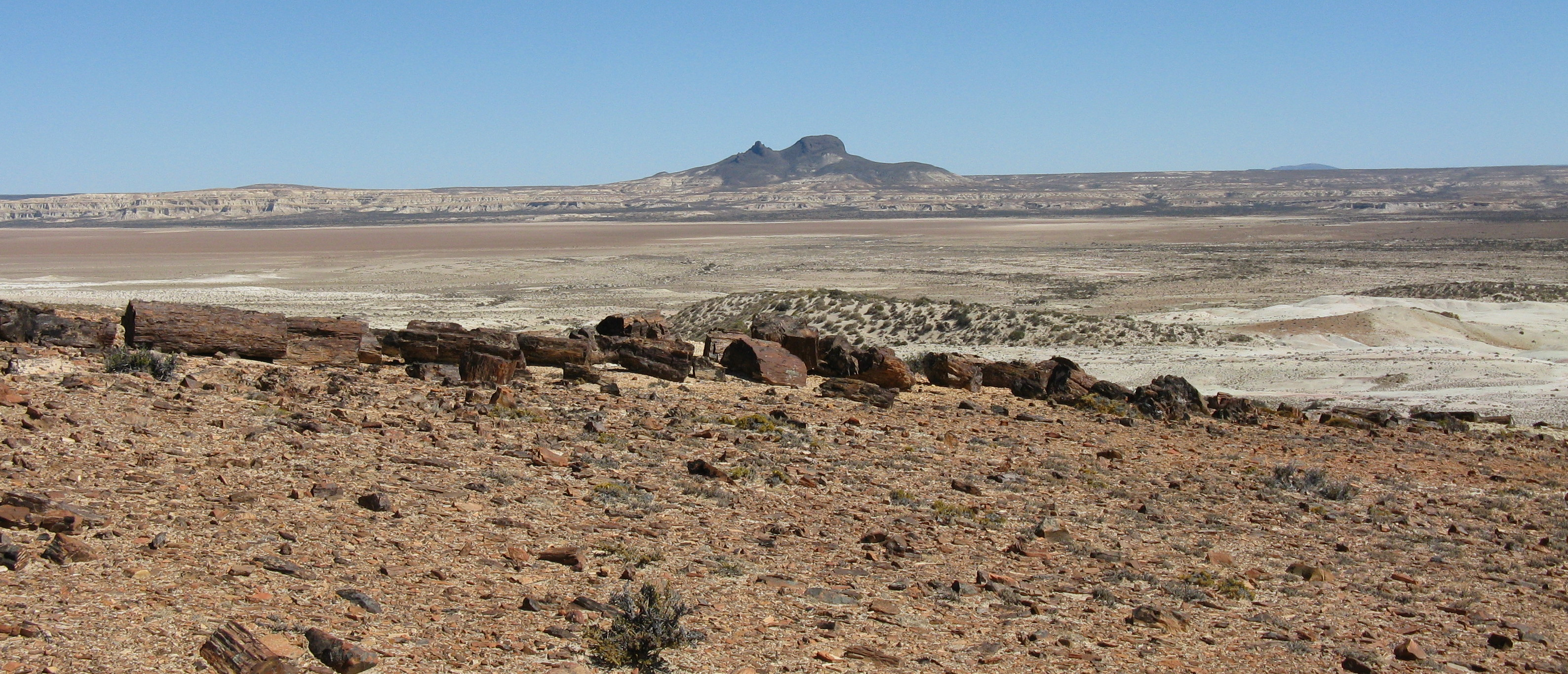
Patagonská poušť

Patagonská poušť je největší poušť v Jižní Americe a sedmá největší na světě. Její rozloha je 673 000 km². Nachází se v Argentině, malá část leží v Chile.
Na západě ji ohraničují Andy, na východě Atlantský oceán. Směrem na sever poušť přechází do semiaridní oblasti Cuyo.